# 청춘의 양지
《청춘의 양지》(영어: Diner)는 미국에서 제작된 1982년 코미디 드라마 영화이다. 배리 레빈슨의 첫 영화 연출작이며, 《캐딜락 공방전》(1987, Tin Men), 《아발론》(1990), 《리버티 하이츠》(1999)로 이어지는 “볼티모어 영화” 사부작의 첫 번째 편이다.

## 출연진
- 스티브 구튼버그
- 대니얼 스턴
- 미키 루크
- 케빈 베이컨
- 티머시 데일리
- 엘런 바킨
- 폴 라이저